# Bernhard vom Brocke
Bernhard vom Brocke (né le 3 septembre 1939 à Wuppertal) est un historien et professeur d'université allemand qui écrit principalement sur l'histoire des sciences et de la technologie au XXe siècle.

## Biographie
Vom Brocke étudie l'histoire, la théologie protestante et les sciences sociales à l'université Georges-Auguste de Göttingen, à l'université libre de Berlin et à l'université de Hambourg. En 1966, il réussit l'examen d'État pour enseigner dans les lycées et en 1969, il reçoit son doctorat sous la direction de Gerhard Oestreich. Entre 1967 et 1980, il est assistant de recherche, chargé de cours et professeur d'histoire moderne à l'Université Philippe de Marbourg. Après un séjour en tant que chargé de recherche à l'Université de Harvard, il devient chercheur associé à ce qui était alors l'Institut Max-Planck d'histoire (de) de Göttingen.
De 1993 jusqu'à sa retraite, vom Brocke enseigne l'histoire moderne et l'histoire des sciences à l'Université de Cassel.
Il est membre élu de la Société Leibniz des sciences de Berlin depuis 1999 et président de sa commission historique depuis 2001.

## Prix
- 1986 Prix Carl-von-Ossietzky d'histoire et de politique contemporaines de la ville d'Oldenbourg

## Publications (sélection)
- (Hrsg.): Sombarts „Moderner Kapitalismus“. Materialien zur Kritik und Rezeption. Deutscher Taschenbuch-Verlag, München 1987  (ISBN 3-423-04453-5) (= dtv-Wissenschaft, 4453).
- (Hrsg. gemeinsam mit Rudolf Vierhaus): Forschung im Spannungsfeld von Politik und Gesellschaft. Geschichte und Struktur der Kaiser-Wilhelm-/Max-Planck-Gesellschaft. Aus Anlass ihres 75jährigen Bestehens. Deutsche Verlags-Anstalt, Stuttgart 1990  (ISBN 3-421-02744-7).
- (Hrsg. gemeinsam mit Hubert Laitko (de)): Die Kaiser-Wilhelm-, Max-Planck-Gesellschaft und ihre Institute. Studien zu ihrer Geschichte. de Gruyter, Berlin 1996  (ISBN 3-11-015483-8).
- Bevölkerungswissenschaft – quo vadis? Möglichkeiten und Probleme einer Geschichte der Bevölkerungswissenschaft in Deutschland, mit einer systematischen Bibliographie. Leske und Budrich, Opladen 1998  (ISBN 3-8100-2070-2).
- (Hrsg., unter Mitarb. von Hubert Laitko): Der Historiker Conrad Grau und die Akademiegeschichtsschreibung. Wissenschaftliches Kolloquium zum Gedenken an Conrad Grau (1932–2000) am 15. März 2003 in Berlin. Trafo-Verlag, Berlin 2008  (ISBN 978-3-89626-758-0).